# Bataille de Carpintería
La bataille de Carpintería se déroula le 19 septembre 1836 en Uruguay, sur les bords du ruisseau Carpintería – un affluent du Río  Negro – dans le département de Durazno.
Elle opposa les troupes du président Manuel Oribe (dirigées par Ignacio Oribe et Juan Antonio Lavalleja) aux forces rebelles de Fructuoso Rivera et de son allié, le général Juan Lavalle (le chef des unitaires argentins exilés en Uruguay). Les troupes gouvernementales remportèrent la victoire, obligeant Rivera à se réfugier au Brésil.
Durant les combats, les partisans de Oribe utilisèrent des bandeaux blancs portant la devise Défenseurs des Lois (d'où le terme de blancos pour les désigner) alors que les hommes de Rivera confectionnèrent des bandeaux à partir de ponchos rouges (d'où leur surnom de colorados). Cet épisode donna naissance par la suite aux partis politiques qui gouvernèrent tour à tour le pays jusqu'à la fin du XXe siècle : les conservateurs du Parti blanco (ou Parti national) et les libéraux du Parti colorado. 
Quant à Rivera, il ne renonça pas à son projet de prise du pouvoir. Avec l'appui de caudillos riograndenses et de la flotte française basée dans le Río de la Plata, il obligea Oribe à démissionner. En mars 1839, il était élu président de la République pour la seconde fois et déclarait la guerre au dictateur argentin Juan Manuel de Rosas : la grande guerre débutait.